# Afeni Shakur
Afeni Shakur Davis (nascida Alice Faye Williams; Lumberton, 10 de janeiro de 1947 – Sausalito, 2 de maio de 2016) foi uma empresária musical, filantropista e ativista política norte-americana. Afeni também foi membro do grupo dos Panteras Negras. Ela foi também conhecida por ser a mãe do rapper Tupac Shakur, considerado um dos maiores ícones do hip hop.

## Biografia
Seu nome de nascimento é Alice Faye Williams. Ela nasceu em Lumberton, Carolina do Norte e teve esse nome em homenagem a atriz Alice Faye.
Em 1971, durante a gravidez do seu filho Tupac, Afeni foi detida por reter informações do grupo "Pantera 21". Enquanto estava presa, reivindicava que devia comer três ovos por dia, porque a comida na cadeia era imprópria para quem estava numa gravidez. Ela defendeu-se no tribunal e foi liberada junto com outros membros dos Panteras Negras. Após Tupac nascer, ela casou-se com Mutulu Shakur, e tiveram uma filha. Divorciaram-se após um tempo.
Sua força foi citada muitas vezes por Tupac como um dos grandes incentivos que o rapper tinha para cantar. Em uma canção do álbum Strictly 4 My N.I.G.G.A.Z., ele afirma: "Minha mãe costumava me dizer: se você não consegue encontrar algo para o que valha a pena viver, é melhor que ache algo para o que valha a pena morrer.".
Desde a morte de seu filho, Afeni Shakur vendeu milhões de álbuns. Ela é creditada pelo número altíssimo de vendas do seu filho, que lhe rendeu até recorde no Guinness Book. Um ano depois da morte de 2Pac, em 1997, com o dinheiro dos álbuns póstumos de Tupac, Afeni fundou a Tupac Amaru Shakur Center for the Arts, a qual oferece programas artísticos para jovens; e a Amaru Entertainment, uma companhia que reuniu todo o material do artista.

### Morte
Em 2 de maio de 2016, a polícia e os paramédicos responderam à casa de Shakur em Sausalito, Califórnia. Ela foi transportada para um hospital próximo, onde foi declarada morta por suspeita de ataque cardíaco. Seu corpo foi cremado. 
No dia 2 de maio de 2018, dia em que fez 2 anos de sua morte, Afeni foi homenageada pelo Sacramento Caliparty 2018.